# Dilar formosanus
Dilar formosanus är en insektsart som först beskrevs av Okamoto och Shinji Kuwayama 1920.  Dilar formosanus ingår i släktet Dilar och familjen Dilaridae. Inga underarter finns listade i Catalogue of Life.